# 福井盜龍屬
福井盗龙（属名：Fukuiraptor，意为“福井县的盗贼”）是生存于现在日本的一属早白垩世（巴列姆阶或阿普第阶）中型大盗龙类兽脚亚目恐龙，所知来自于北谷组，也可能是濑林组。

## 叙述

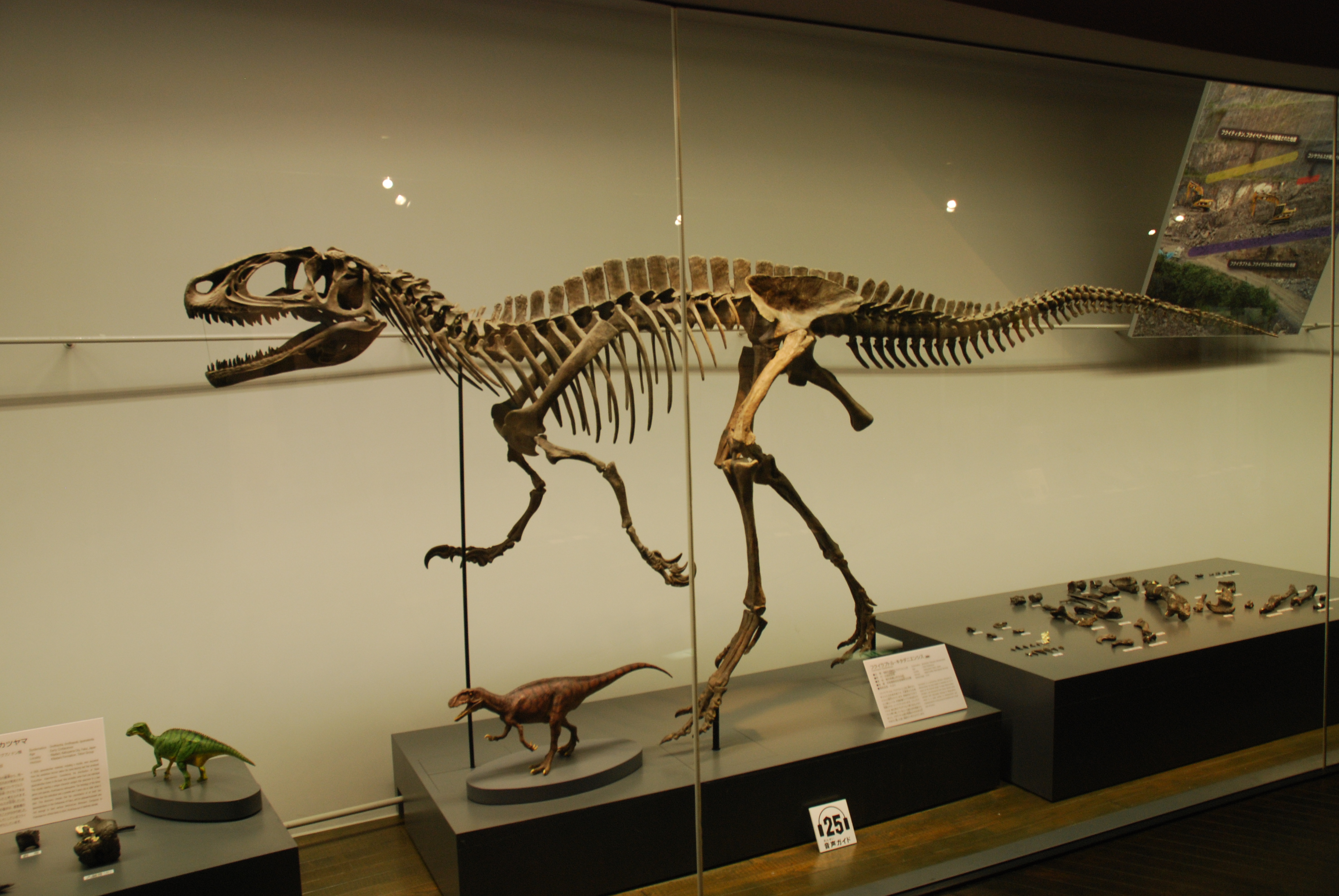
骨骼重建和正模标本化石（右下角）

正模标本是一具在福井县胜山市附近北谷采石场（Kitadani Quarry）中发现的部分骨骼（编号为FPDM-V97122）。该标本被认为生前测量长度约为4.2米、重175千克且未发育成熟，而成年恐龙将会更大。在采石场还发现了许多其他个体的遗骸以及大量归类于该物种的肱骨、股骨和牙齿。然而，同一地点发现的其他个体大多是小于正模标本个体的幼体（柯里＆东洋一，2006），最小的不到正模标本体型的四分之一。在濑林组的砾岩 中发现的一颗牙齿（NDC-P0001）也被归类于福井盗龙。2010年，格雷戈里·S·保罗 给出的尺寸为5米（16英尺）长、300千克（660磅）重。Molina-Pérez和Larramendi在2016年估计其尺寸为4.3米（14.1英尺）长、590千克（1300磅）重。
福井盗龙与众不同的牙齿显示出与鲨齿龙科 （非常扁平，形如刀片并具有褶皱的珐琅质）和暴龙科（锯齿附近有倾斜的血槽）的相似性。正模标本还具有非常大且扁平的手爪，为最初分类于驰龙科（因为手爪被误认为是脚爪）以及现在被分类于大盗龙类起到作用。

## 分类
最初被发现时，它被认为是驰龙科的一员，其叙述者认为它是与异特龙有关的肉食龙类。近期研究认为它是一种大盗龙类――一个神秘的分类群，可能是新猎龙科的一部分。然而，最期另一项分析表明所有大盗龙类实际上都是暴龙超科，这将该属重新分类为一种暴龙超科的虚骨龙类。最近对兽脚类瓜利乔龙进行的系统发育分析表明，福井盗龙和其它大盗龙类要么是异特龙超科，要么是非暴龙超科的基底虚骨龙类。